# 몽골 인종
몽골 인종, 몽골로이드(Mongoloids) 또는 황인종(黃人種)은 현재 반증된 생물학적 인종 이론에서 파생된 구식 인종개념 중 하나이다.
몽골 인종의 특징은 피부색이 황색 내지 밝은 갈색이고, 두발은 검고 빳빳하다. 체모는 적고 보통 단두형에 속한다. 얼굴 모양은 폭이 넓고, 눈은 갈색 내지 흑갈색이다. 몽골 인종의 아종(亞種)으로서 고전(古典) 몽골인, 북부 몽골인, 중부 몽골인, 남부 몽골인, 이누이트, 알류트족, 유픽, 아메리카 원주민, 인디오, 퉁구스인 등이 있다. 중국티베트어족, 몽골어족, 한국어족, 일본어족 등의 사람들이 이 인종에 속한다.
1780년대 괴팅겐 역사 학교에서 인류의 분류를 위하여 니그로 인종, 코카서스 인종과 함께 생겨난 말이다. 이후 식민시대에 서양의 학자들이 인종주의 관념론의 맥락에서 발전시켰다.

## 같이 보기
- 황인
- 코카서스 인종
- 니그로 인종
- 오스트레일리아 인종